# Korte Akkers
Korte Akkers is een voormalige buurtschap en een streekje in de gemeente Veendam in de provincie Groningen (Nederland). Het streekje ligt ten oosten van Veendam net over het A.G. Wildervanckkanaal. Het loopt door tot de gemeentegrens met Midden-Groningen en gaat dan over in Boven Veensloot. 
Inwoners van de Korte Akkers worden voor het eerst genoemd in 1825. De buurt telde rond 1850 19 huizen en 120 inwoners en bestond voornamelijk uit arbeiderswoningen. De eerste bewoners hielden zich vooral bezig met turfgraven. Rond 1900 was de ontginning nagenoeg voltooid.
Op 19e-eeuwse kaarten is goed te zien dat de akkers hier opvallend kleiner dan elders in de streek gebruikelijk is. Die korte percelen zijn overigens nog steeds te herkennen op de topografische kaart.

## Waterschap
De Korte Akker was ook de naam van het waterschapje dat in 1875 is opgegaan in Eendracht en Korte Akkers. Het gebied waterde uit via een kanaaltje naar het Oosterdiep. Waterstaatkundig gezien ligt het gebied sinds 2000 binnen dat van het waterschap Hunze en Aa's.
Dorpen: Bareveld (deels) · Borgercompagnie (deels) · Ommelanderwijk · Tripscompagnie (deels) · Veendam · Wildervank (Bareveld)

Gehuchten: Kibbelgaarn · Numero Dertien · Wildervanksterdallen

Buurtschappen: Boven Veensloot (deels) · Korte Akkers · Westerdiepsterdallen · Zuidwending

Groningen: Steden en dorpen      Nederland: Provincies · Gemeenten